# ティム・ドナヒー

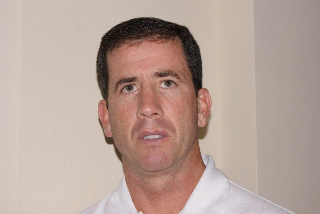
ティム・ドナヒー

ティム・ドナヒー（Tim Donaghy、1967年1月7日 - ）は、アメリカ合衆国・ペンシルベニア州の元プロバスケットボール審判員である。

## 来歴
ヴィラノバ大学卒業後、バスケットボール審判となる。主にNCAAで笛を吹く。CBAでも1993年オールスターで審判を務めた。
1994年からはNBA審判員となり、2007年までレギュラーシーズン772試合・プレーオフ20試合を裁き、NBA史においてもっとも活躍した審判の一人とされていた。NBA史上最悪の乱闘事件が起こった2004年11月29日のインディアナ・ペイサーズvsデトロイト・ピストンズ戦（パレスの騒乱）の審判のひとりでもある。
しかし賭博行為に参加し、八百長に関与したことが引退後に発覚。ドナヒー自らも罪を認めた。
2008年7月29日、ブルックリン地区連邦裁判所から禁固15ヶ月の判決を受ける。